# Eriocaulon brunonis
Eriocaulon brunonis là một loài thực vật có hoa trong họ Cỏ dùi trống. Loài này được Britten mô tả khoa học đầu tiên năm 1900.